# Vammatar
Vammatar es la diosa del dolor, de la enfermedad y del sufrimiento en la mitología finlandesa. Otras versiones de los estudiosos de la tradición teogónica de la región báltica oriental la consideran la peor de las divinidades del mal y de la desgracia que habitan en el inframundo o mundo de los muertos. 
Se trata de la hija de Tuoni (deidad superior del mundo subterráneo) y de Tuonetar (señora de la muerte). Sus hermanas son Kipu-tyttö, Kivutar y Loviatar. 
Durante la Edad Media, gran parte de las pestes y pandemias que asolaban la región del extremo norte de Europa eran imputadas a Vammatar o a sus hermanas, que juntas compartían, Tuonela, o el reino de las tinieblas y la muerte.  